# Western Cape
Western Cape je jedna od devet provincija u Južnoafričkoj Republici, nalazi se u jugozapadnom dijelu države na obalama Atlantskog oceana. Glavni grad provincije je Cape Town s 2.893.251 stanovnikom.

## Zemljopis
Western Cape se nalazi u jugozapadnom dijelu države prostire se na 129.370 km² čime je četvrta po veličini provincija.
Susjedne provincije su:
- Eastern Cape - istok
- Northern Cape - sjever

## Stanovništvo
Prema popisu stanovništva iz 2007. godine u provinciji živi 5.278.585 stanovnika, te je četvrta po broju stanovnika provincija u Južnoafričkoj Republici, a s 40,8 stanovnika na km² peta je najgušće naseljena provincija.
Većinsko stanovništvo su obojeni koji čine 	50,2% ukupnog stanovništva, zatim slijede negroidi koji čine 30,1%,  bijelci s 18,4%, te Indijci i Azijati s 1,3%.

## Jezik
Većinski jezik u provincije je afrikaans, s velikim udjelom xhosa i engleskog jezika.
- Afrikaans- 55,3%
- Xhosa- 23,7%
- Engleski- 	19,3%

## Vanjske poveznice
- Vlada provincije  Arhivirana inačica izvorne stranice od 11. srpnja 2006. (Wayback Machine)